# Giải thưởng Chất lượng Quốc gia
Giải thưởng Chất lượng Quốc gia là giải thưởng cấp Quốc gia do Thủ tướng Chính phủ trao tặng cho tổ chức, doanh nghiệp có thành tích xuất sắc trong sản xuất, kinh doanh. Đây là giải thưởng thường niên duy nhất về chất lượng được luật hóa bởi Luật Chất lượng sản phẩm hàng hóa và được ban hành theo quy tắc quốc tế - thuộc hệ thống Giải thưởng Chất lượng Quốc tế Châu Á – Thái Bình Dương (Global Performance Excellence Award – GPEA) của Tổ chức Chất lượng châu Á – Thái Bình Dương (Aisa Pacific Quality Organization – APQO). Giải thưởng vừa là mục tiêu, vừa là công cụ để các doanh nghiệp nâng cao năng suất, chất lượng, sức cạnh tranh sản phẩm của mình.

## Ra đời
Tháng 8/1995, tại Hội nghị Chất lượng Việt Nam lần thứ nhất ở Hà Nội, theo sáng kiến của Tổng cục Tiêu chuẩn Đo lường Chất lượng, Phó Chủ tịch nước Nguyễn Thị Bình khởi xướng Phong trào Năng suất – Chất lượng trong Thập niên Chất lượng Việt Nam lần thứ nhất (1996 – 2005). Tại hội nghị này, Bộ Khoa học Công nghệ và Môi trường (nay là Bộ Khoa học và Công nghệ) đã thông báo việc thiết lập Giải thưởng Chất lượng Việt Nam – tiền thân của Giải thưởng Chất lượng Quốc gia. Năm 1996, giải thưởng này chính thức được triển khai.
Năm 2009, Giải thưởng Chất lượng Quốc gia được hình thành trên cơ sở hoạt động 13 năm Giải thưởng Chất lượng Việt Nam, kế thừa mô hình và các tiêu chí của Giải thưởng chất lượng của các quốc gia tiên tiến trên thế giới. Giải thưởng do Thủ tướng Chính phủ trao tặng, thuộc hệ thống Giải thưởng Chất lượng Quốc tế Châu Á- Thái Bình Dương;  được trao giải hằng năm; Tổng cục Tiêu chuẩn Đo lường Chất lượng là đơn vị chủ trì tham mưu thực hiện.

## Kết quả đến nay
Năm 2015, toàn quốc có 77 doanh nghiệp trong đó 20 doanh nghiệp đạt Giải Vàng Chất lượng Quốc gia và 57 doanh nghiệp đạt Giải Bạc Chất lượng Quốc gia. Từ năm 1996 đến năm 2015, có 1.690 lượt doanh nghiệp được trao tặng Giải thưởng.
Tổ chức, doanh nghiệp đạt giải được nhận Cúp, Giấy chứng nhận. Trường hợp các tổ chức, doanh nghiệp đạt Giải Vàng trong 02 năm gần nhất được xem xét, lựa chọn tham dự Giải thưởng Chất lượng Quốc tế Quốc tế Châu Á – Thái Bình Dương (đến nay có 37 lượt doanh nghiệp đạt giải thưởng chất lượng quốc tế Châu Á – Thái Bình Dương).